# Ladignac-sur-Rondelles
 Ladignac-sur-Rondelles  (en occitano Ladinhac) es una comuna  y población de Francia, en la región de Lemosín, departamento de Corrèze, en el distrito de Tulle y cantón de Tulle Campagne Sur.
Su población en el censo de 2008 era de 442 habitantes.
Está integrada en la Communauté de communes Tulle et Coeur de Corrèze.

## Demografía
| 296 | 304 | 292 | 345 | 408 | 408 | 442 |
| Para los censos de 1962 a 1999 la población legal corresponde a la población sin duplicidades (Fuente: INSEE [Consultar]) |     |     |     |     |     |     |